# Lustre, tenu par un palefrenier
Lustre, tenu par un palefrenier (anglais : Lustre, held by a Groom), est une peinture à l'huile sur toile du peintre anglais George Stubbs, créée vers 1762 et conservée au centre d'art britannique de Yale. 
Il s'agit du portrait d'un Pur-sang de robe alezane devant un bois, que tient un palefrenier.

## Réalisation
Le tableau est créé vers 1762 ou plus largement entre 1760 et 1765, ce qui correspond à l'époque où George Stubbs peint les chevaux de Lord Bolingbroke. Il a vraisemblablement été créé peu après la fin de carrière en course du cheval qui en est le sujet principal. 
C'est une commande probable du 2e vicomte Bolingbroke, qui a demandé un portrait de son cheval de course nommé « Lustre », et vraisemblablement la toute première commande que ce propriétaire de chevaux de course a faite a Stubbs, qui travaillera ensuite pour lui pendant une dizaine d'années. Le titre du tableau est aussi traduit en français sous la forme « Lustre, tenu par un groom ».
Le cheval sujet du portrait, Lustre, est un Pur-sang de course né en 1754. Cependant, après une victoire en 1760, il s'est révélé un très mauvais coureur, ce qui pousse Bolingbroke à s'en séparer ; il est possible que son portrait ait été vendu en même temps que le cheval.

## Description
C'est le portrait d'un cheval de couleur alezane, tenu par un homme palefrenier relativement jeune. Les deux individus semblent se regarder, suggérant la complicité entre eux.

Détails du tableau
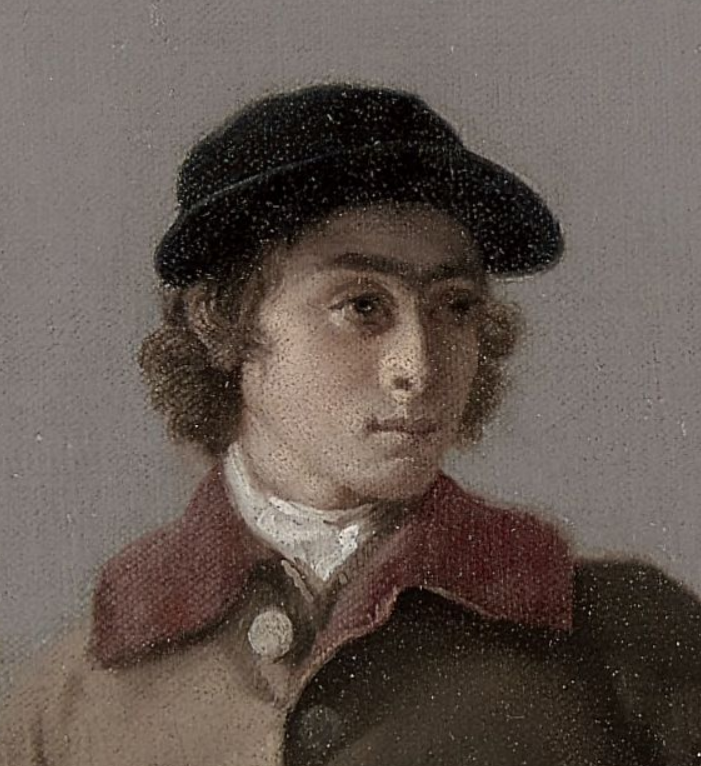
Tête du palefrenier
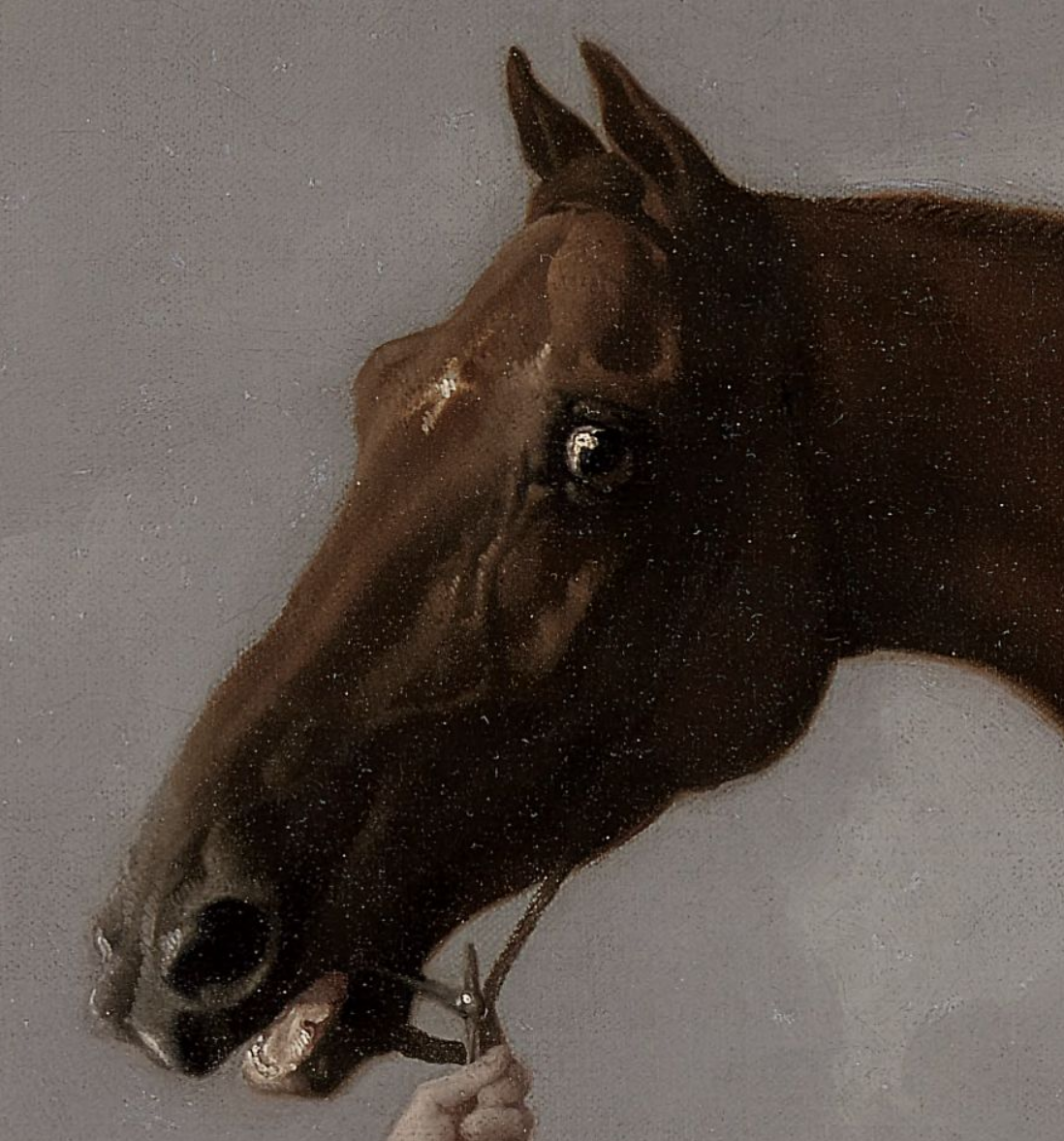
Tête du Pur-sang Lustre
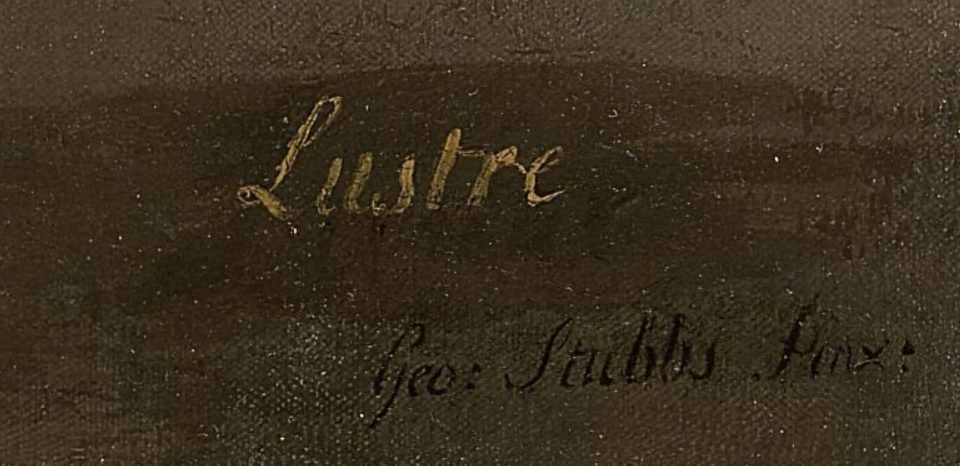
Titre du tableau et signature de l'artiste

Le tableau mesure 102 × 127 cm, ou 101,9 × 127 cm,, c'est une peinture à l'huile sur toile,. Il est signé en bas et à gauche, sous la forme Geo: Stubbs, surmontée d'une inscription du nom Lustre en lettres cursives blanches.

## Historique
Le tableau a vraisemblablement été vendu rapidement après sa création par son commanditaire, après que Lustre ait perdu deux courses. En mars 1780, cette œuvre est vendue par Christie & Ansell, sous le titre anglais : Portrait of a horse and groom.
Vers 1900, cette œuvre est en possession de William James, puis son fils Edwards vend le tableau en 1970, via la Edwards James Foundation. Le tableau est acquis par l'entrepreneur et philanthrope américain Paul Mellon, qui en fait finalement don au Centre d'art britannique de Yale en 1999.